# Фарсанз
Фарсанз (Тиберий Юлий Фарсанз или Фарнак II; др.-греч. Τιβέριος Ἰούλιος Φαρσανζης; умер в 254) — царь Боспора в 252/253—254 годах.

## Биография
Фарсанз, старший сын боспорского царя Рескупорида V (возможно от первого брака), происходил из династии Тибериев Юлиев. Относительно Фарсанза мало сведений. Некоторые исследователи считают, что он стал соправителем отца в 242 году, с самого начала правления Рескупорида V. Впрочем, большинство придерживается мнения, что Фарсанз наверное стал царём-соправителем в 252 или 253 году вследствие внутреннего кризиса, вызванного поражениями от германских племён (готов, герулов и боранов).
Вероятно, Фарсанз заключил договор с остготами, подкреплённый его браком с готской принцессой. В то же время готы стали федератами Боспорского царства. Впрочем, он внезапно умер в 254 году (возможно был убит антиготской партией во главе с отцом или братьями). По другой версии, Фарсанз погиб во время сильного землетрясения, произошедшего где-то в середине 250-х годов.
Преемником Фарсанза в 258 году стал его средний брат Сингес.

## Монеты
Само имя царя Фарсанза известно только по его монетам. Они найдены в составе нескольких боспорских кладов (например, это клады, обнаруженные в 1964 и в 1988 годах в Керчи). Технология чеканки статеров Фарсанза отличается от той, что применялась на Боспоре до него, и была использована здесь впервые. Согласно исследованиям, проведённым в 2018—2019 годах, это могла быть горячая плакировка, когда монетная заготовка из медного сплава с низким содержанием серебра термомеханически покрывалась высокопробной серебряной фольгой, что давало долю драгоценного металла на поверхности монеты до 80 %. По другим предположениям, покрытие наносилось с использованием специальной пасты после операции чеканки.